# Paul Philipp Barraud
Paul Philipp Barraud (* 1750; † 1820) war ein englischer Uhrmacher, der in Cornhill in der City of London Chronometer anfertigte. 
1796 wurde er Mitglied der Clockmakers Company und war in den Jahren 1810 und 1811 deren Master. In Partnerschaft mit George Jamieson und William Howells stellte er zunächst Chronometer nach dem Vorbild von Thomas Mudge her, wechselte dann aber zu den wirtschaftlich erfolgreicheren Konstruktionen von John Arnold und Thomas Earnshaw. Er stellte auch sehr gute Marinechronometer her.
Seine Eltern waren Francis Gabriel Barraud und Magadalen Benine geb. Crespin, die eine Tochter eines bekannten hugenottischen Silberschmieds war. Barraud hatte sieben Kinder, und seine Söhne Frederick und John folgten ihm im Geschäft. Zwischen 1796 und 1820 fertigten sie über 1.000 Chronometer.